# The Real Housewives of Dallas
The Real Housewives of Dallas (förkortat RHOD) är en amerikansk reality-TV-serie som hade premiär 11 april 2016 på Bravo och fram till augusti 2017 visats i två säsonger. Serien är det nionde tillskottet i den amerikanska media-franchisen The Real Housewives och följer flera förmögna och inflytelserika kvinnors liv i Dallas, Texas. Första säsongen följde Cary Deuber, Tiffany Hendra, Stephanie Hollman, LeeAnne Locken och Brandi Redmond.

## Överblick

### Medverkande
Bravo tillkännagav första säsongens medverkande i februari 2016. Där listades Cary Deuber, Tiffany Hendra, Stephanie Hollman, LeeAnne Locken och Brandi Redmond, fem förmögna och inflytelserika societetskvinnor från Dallas, Texas. Marie Reyes nämndes även men i en återkommande roll. I juli 2017 inför andra säsongen meddelades att Deuber, Hollman, Locken och Redmond skulle återvända i huvudrollerna. D’Andra Simmons och Kameron Westcott presenterades som två nya "hemmafruar" medan Hendra valde att endast återkomma i en mindre roll.

#### Tidslinje över medverkande
| Medverkande         | Säsonger           | Säsonger  | Säsonger  | Säsonger  | Säsonger  |
| Medverkande         | 1                  | 2         | 3         | 4         | 5         |
| ------------------- | ------------------ | --------- | --------- | --------- | --------- |
| LeeAnne Locken      | Huvudroll          | Huvudroll | Huvudroll | Huvudroll |           |
| Tiffany Hendra      | Huvudroll          | Gäst      |           | Gäst      |           |
| Cary Deuber         | Huvudroll          | Huvudroll | Huvudroll | Vän       |           |
| Brandi Redmond      | Huvudroll          | Huvudroll | Huvudroll | Huvudroll | Huvudroll |
| Stephanie Hollman   | Huvudroll          | Huvudroll | Huvudroll | Huvudroll | Huvudroll |
| Kameron Westscott   |                    | Huvudroll | Huvudroll | Huvudroll | Huvudroll |
| D'Andra Simmons     |                    | Huvudroll | Huvudroll | Huvudroll | Huvudroll |
| Kary Brittingham    |                    |           |           | Huvudroll | Huvudroll |
| Tiffany Moon        |                    |           |           |           | Huvudroll |
|                     | Övriga medverkande |           |           |           |           |
| Jennifer Davis-Long |                    |           |           |           | Vän       |
| Marie Reyes         | Vän                |           |           |           |           |

## Utveckling

### Bakgrund och koncept

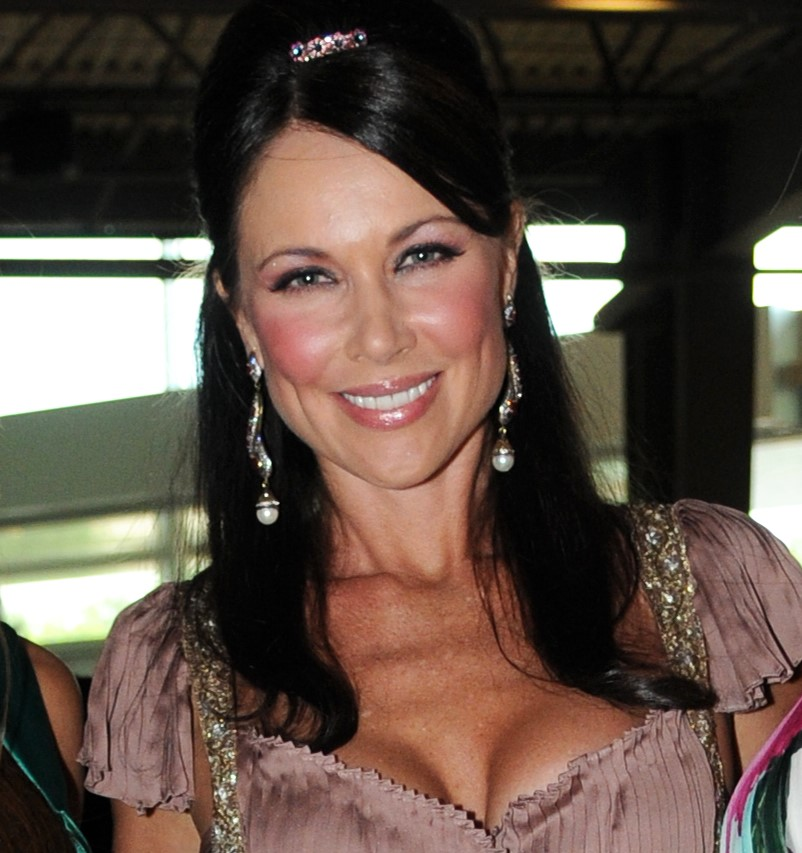
Första säsongen av serien följer bland andra LeeAnne Locken (på bilden).

I maj 2005 meddelades att The Real Housewives var en av sex reality-TV-serier som beställts av den amerikanska TV-kanalen Bravo. Den hämtade inspiration från såpoperor som Desperate Housewives och Peyton Place och skulle följa rika hemmafruar som "lever glamorösa liv i ett grindsamhälle i södra Kalifornien där villor har ett genomsnittligt pris på 1,6 miljoner dollar och invånarna består av chefer och pensionerade idrottare." Serien döptes om till The Real Housewives of Orange County i januari 2006 och hade premiär den 21 mars samma år. Serien blev en tittarsuccé och ledde till flera spin-offs, däribland The Real Housewives of New York (2008), Atlanta (2008) och New Jersey (2009).
I november 2015 presenterade Andy Cohen The Real Housewives of Dallas som det nionde tillskottet i The Real Housewives-franchisen. Cohen, en av Bravos producenter som haft hand om The Real Housewives sedan starten 2005, beskrev serien som en "sydstats-twist" av originalkonceptet. I en intervju med The Daily Dish berättade Cohen att planer på ett tillskott i just Dallas, Texas florerat i sju år. Han tyckte serien påminde om "tidiga Housewives" och utvecklade: "I sättet de kommunicerar med varandra och hur dom lever sina liv med fokus på sina familjer." Bravos vice VD kommenterade: 
| ” | The Real Housewives har blivit ett globalt fenomen som konsekvent slår tittarrekord och ger drivkraft i många intressanta konversationer. Vi är glada att utöka till Dallas och ge Bravo-fans mer av det dom efterfrågar: berättelser om dynamiska kvinnor som får oss att skratta, gråta, jubla och ge oss oförglömliga ögonblick som vi inte kan sluta prata om." | „ |